# Guyomarch V de Léon
 (novembre 2012).
Pour les articles homonymes, voir Guyomarch de Léon.
Guyomarch V de Léon, né vers 1155 et mort en 1208 selon Frédéric Morvan ou le 14 mars 1216  est un aristocrate breton de la charnière des XIIe et XIIIe siècles. Il succède à son père Guyomarch IV de Léon en tant que vicomte de Léon. 

## Origine
Il est le fils aîné de Guyomarch IV de Léon et de son épouse Nobilis.

## Biographie
Réputé brutal et cynique, Guyomarch IV de Léon voit son héritage confisqué par le duc Geoffroy II de Bretagne qui conserve, à son avantage, le château de Morlaix et le Trégor et attribue la moitié du Léon à son puîné Hervé Ier de Léon (seigneur de Léon). En 1186, profitant de la mort du duc Geoffroi II de Bretagne, les deux frères se soulèvent momentanément, contraignant Henri II Plantagenêt à une ultime campagne militaire. S'ils reprennent Morlaix et s'emparent de Châteauneuf-du-Faou, il semble qu'ils se mettent ensuite au service du roi jusqu'à sa mort en 1189. Dans la décennie 1190, le vicomte et le seigneur de Léon s'allient avec le roi de France Philippe II Auguste contre le roi d'Angleterre Richard Cœur de Lion En 1196, ils apportent leur soutien à la duchesse Constance de Bretagne et à son fils Arthur. En 1202, ce dernier est capturé à Mirebeau en compagnie de Conan de Léon, fils de Guyomarch V de Léon. En 1203, Guyomarch V de Léon et Hervé Ier de Léon (seigneur de Léon) prêtent serment à Philippe II Auguste. 
À partir de 1192, à la suite de la perte de Morlaix, l'intérêt de Guyomarch V de Léon se porte sur Quimper.

## Mariage et descendance
Guyomarch V de Léon est marié selon Frédéric Morvan à une épouse anonyme fille du vicomte du fou  que certaines sources[Lesquelles ?] identifient  avec une dénommée Maencia, Margelie ou Marguerite, la fille d'Alain III de Rohan et de Constance de Bretagne. Ils ont plusieurs enfants : 
- Guyomarc'h « le Jeune », mort prématurément en 1208[5] ;
- Conan, qui lui succède comme vicomte de Léon ;
- Salamon, qui à partir de 1203, est mis au service de Philippe II Auguste dans ses guerres normandes et poitevines ;
- Gwen, épouse d'André II de Vitré (mais qui peut aussi être considérée comme la sœur de Guyomarch V de Léon) ;
- Tanguy (?), père de Bernard, à l'origine de la branche Du Chastel, traditionnellement issue des vicomtes de Léon[réf. nécessaire].